# 極集合
函数解析学と関連する数学の分野において、あるベクトル空間の与えられた部分集合の極集合（きょくしゅうごう、英: polar set）とは、その双対空間の中のある集合のことを言う。
双対組 {\displaystyle (X,Y)} が与えられたとき、{\displaystyle X} のある部分集合 {\displaystyle A} の極集合あるいは極とは、次で定義される {\displaystyle Y} 内の集合 {\displaystyle A^{\circ }} のことを言う。
{\displaystyle A^{\circ }:=\{y\in Y:\sup _{x\in A}|\langle x,y\rangle |\leq 1\}}
{\displaystyle X} の部分集合 {\displaystyle A} の双極（bipolar）とは、{\displaystyle A^{\circ }} の極集合のことを言う。それは {\displaystyle A^{\circ \circ }} と表記される {\displaystyle X} 内の集合である。

## 性質
- {\displaystyle A^{\circ }} は絶対凸である。
- {\displaystyle A\subseteq B} ならば {\displaystyle B^{\circ }\subseteq A^{\circ }} である。
  - したがって {\displaystyle \bigcup _{i\in I}A_{i}^{\circ }\subseteq (\bigcap _{i\in I}A_{i})^{\circ }} である。ここで集合の等号は必ずしも成立しない。
- すべての {\displaystyle \gamma \neq 0} に対して、次が成り立つ：{\displaystyle (\gamma A)^{\circ }={\frac {1}{\mid \gamma \mid }}A^{\circ }}
- {\displaystyle (\bigcup _{i\in I}A_{i})^{\circ }=\bigcap _{i\in I}A_{i}^{\circ }}
- 双対組 {\displaystyle (X,Y)} に対し、{\displaystyle A^{\circ }} は {\displaystyle Y} 上の弱*位相（英語版）の下で {\displaystyle Y} において閉である。
- ある集合 {\displaystyle A} の双極 {\displaystyle A^{\circ \circ }} は、{\displaystyle A} の絶対凸包絡集合である。すなわち、{\displaystyle A} を含む最小の絶対凸集合である。{\displaystyle A} がすでに絶対凸であるなら、{\displaystyle A^{\circ \circ }=A} が成り立つ。
- {\displaystyle X} 内の閉凸錐 {\displaystyle C} に対し、極錐 は {\displaystyle C} に対する片側極集合と同値で、次で与えられる。

{\displaystyle C^{\circ }=\{y\in Y:\sup\{\langle x,y\rangle :x\in C\}\leq 1\}}.

## 幾何学
幾何学において、極集合は点と平面の間の双対性を意味することもある。特に、ある点 {\displaystyle x_{0}} の極集合は、{\displaystyle \langle x,x_{0}\rangle =0} を満たす点 {\displaystyle x} の集合で与えられ、それは極超平面（polar hyperplane）であり、超平面に対する双対関係はその極を与える。